# Liga Sprawiedliwych: Bogowie i potwory
Liga Sprawiedliwych: Bogowie i potwory (Justice League: Gods and Monsters) – pełnometrażowy film animowany z 2015 roku w reżyserii Sam Liu.

## Fabuła
Akcja rozgrywa się w świecie alternatywnym niż poprzednie filmy Ligą Sprawiedliwych. Skrajnie różni się nie tylko od wcześniejszych produkcji z tą organizacją, lecz także od tych, gdzie jej członkowie występują pojedynczo. Liga Sprawiedliwych składa się tylko z trzech osób: Supermana, Wonder Woman i Batmana. Jednak prywatnie mają zupełnie inne nazwiska i biografie niż wcześniej.
Kal-El nigdy się nie urodził. Na chwilę przed wybuchem planety Krypton, Lara-El umieściła swoje DNA w sondzie kosmicznej. Następnie miał to zrobić jej mąż, Jor-El, lecz został powstrzymany przez generała Zoda, który zdecydował, że ostatni Kryptonianin musi być jego potomkiem. Zarodek dojrzewał w kosmosie, a w chwili lądowania na Ziemi był niemowlęciem. Wychowywał się w Smallville. Supermen w tym świecie prywatnie nazywa się Hernan Guerra. Nie ma wymyślnego kostiumu, lecz całkiem normalne ubranie. Z rysów twarzy jest bardzo podobny do Zoda. Choć walczy po stronie dobra, często jest krytykowany za nadmierną przemoc. Wonder Woman nie jest Amazonką, lecz kosmitką. Prywatnie nazywa się Bekka. Uciekła z planety Nowa Genezis, ponieważ zbuntowała się przeciwko nieczystym metodom wojennym Wielkiego Ojca. Wielką wartość bojową zawdzięcza technologii, którą sprowadziła ze sobą. Batman prywatnie nazywa się Kirk Langstrom. W poprzednich produkcjach znany też jako Man-Bat. Gdy studiował genetykę, zapadł na śmiertelną chorobę. Pragnąc się uleczyć, eksperymentował na sobie mieszając swój genom z różnymi gatunkami zwierząt. Udało się, ale z poważnym skutkiem ubocznym: stał się półczłowiekiem pół nietoperzem wampirem. Zanim opracował metody na opanowanie głodu osocza, skrzywdził kilku ludzi. Zwalcza zło, aby się zrehabilitować.

## Głosów użyczyli
- Michael C. Hall - Kirk Langstrom/Batman
- Benjamin Bratt - Hernan Guerra/Superman
- Tamara Taylor - Bekka/Wonder Woman
- Paget Brewster - Lois Lane
- C. Thomas Howell - dr. Will Magnus
- Jason Isaacs - Lex Luthor
- Dee Bradley Baker -
  - Ray Palmer
  - Tin
- Eric Bauza -
  - Ryan Choi
  - Stephen Shin
- Larry Cedar - Pete Ross
- Richard Chamberlain -
  - Izaya
  - Wielki Ojciec
- Trevor Deval -
  - Emil Hamilton
  - Lightray
- Dan Gilvezan - Pat Dugan
- Grey Griffin - 
  - Tina
  - Platinum
- Daniel Hage - dr Sivana
- Penny Johnson Jeral - prezydent Amanda Waller
- Josh Keaton - Orion
- Arif S. Kinchen - 
  - Michael Holt
  - Cheetah
- Yuri Lowenthal - 
  - Jor-El
  - Jimmy Olsen
- Carl Lumbl - Silas Stone
- Jim Meskimen - Victor Fries
- Taylor Parks - Victor Stone
- Khary Payto - 
  - John Henry Irons
  - Granny Goodness
  - Mugger
- Tahmoh Penikett - Steve Trevor
- Andrea Romano - Jean Palmer
- André Sogliuzzo - policjant Guerra
- Bruce Thoma -
  - Generał Zod
  - Uxas
  - Darkseid
- Lauren Tom -
  - Lara Lor-Van
  - Kimiyo Hoshi
- Marcelo Tubert - 
  - Blockbuster
  - Tough Guy
- Kari Wahlgren - 
  - Karen Beecher
  - Livewire